# Boualem (distrito)
Boualem é um distrito localizado na província de El Bayadh, Argélia, e cuja capital é a cidade de mesmo nome, Boualem. A população total do distrito era de 22 318 habitantes, em 1998.[carece de fontes?]

## Municípios
O distrito está dividido em cinco municípios:
- Boualem
- Sidi Slimane
- Stitten
- Sidi Taifour
- Sidi Ameur